# Aduana de Iquique

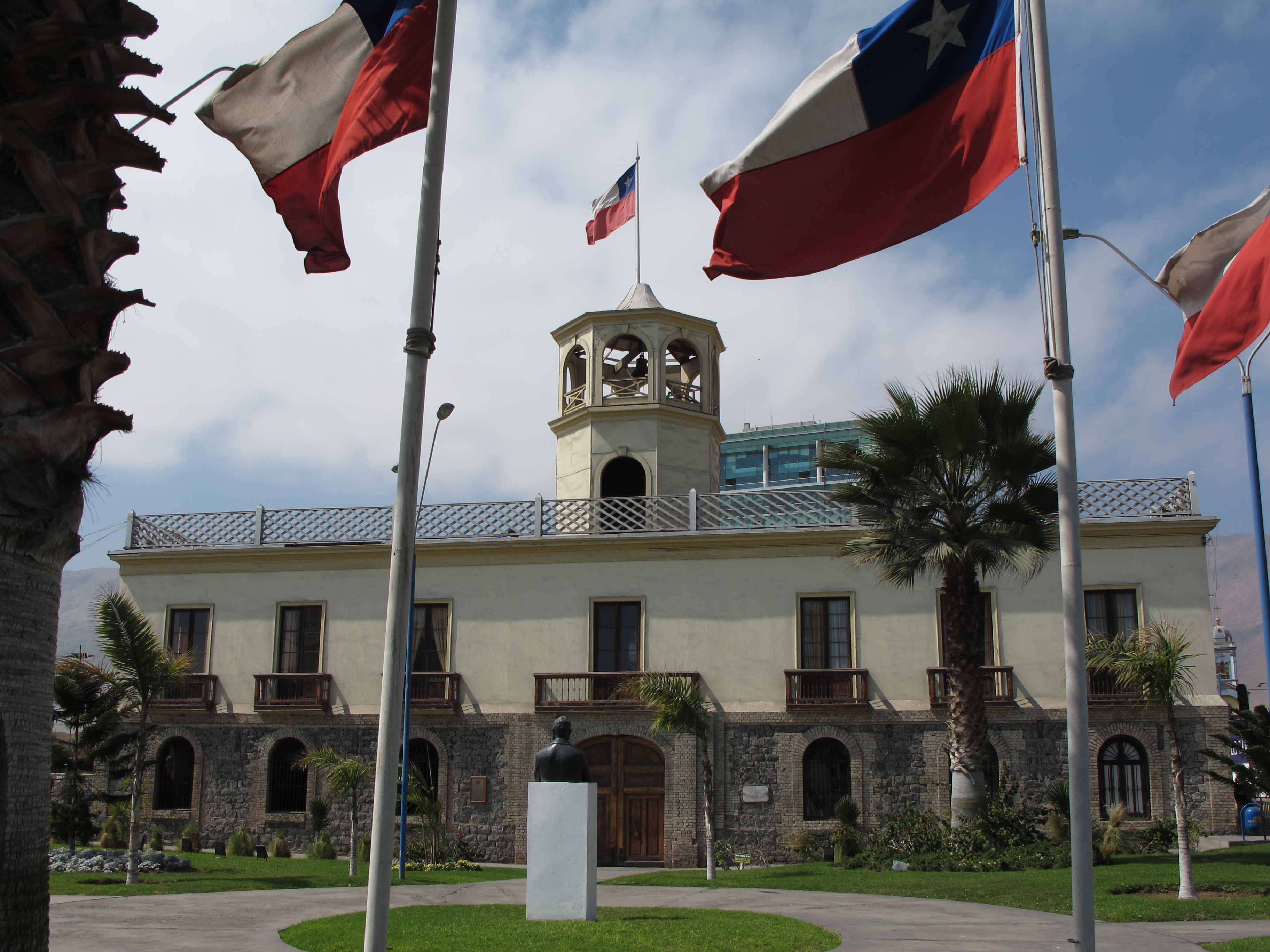
Vista del frontis de la ex Aduana de Iquique.

El edificio de la ex Aduana de Iquique, conocido también como Palacio Rímac, es un monumento histórico de estilo clásico colonial ubicado en la ciudad de Iquique, Región de Tarapacá, Chile.
Pertenece al conjunto de monumentos nacionales de Chile desde el año 1971 en virtud del D. S. 1559 del 28 de junio del mismo año; se encuentra en la categoría «Monumentos Históricos».
Actualmente es sede del Museo Naval de Iquique.

## Historia
Tras la expansión de la producción salitrera a mediados del siglo XIX, el presidente del Perú José Balta tomó la decisión de levantar un edificio destinado a servir como Prefectura Provincial de Tarapacá, la Capitanía del puerto y la Aduana peruana en Iquique, y que vendría a reemplazar al anterior edificio destruido por el maremoto de 1868. La construcción comenzó el 6 de enero de 1871, mientras que su inauguración fue el 28 de julio de 1876.
La edificación fue una de las pocas que sobrevivió al terremoto de Iquique de 1877, y fue escenario de varios eventos históricos, entre ellos, albergó el cuerpo del capitán de fragata Arturo Prat Chacón tras su muerte; además, «en 1879 sirvió de cárcel a 49 sobrevivientes chilenos del Combate Naval de Iquique», mientras que fue parte del combate de la Aduana de Iquique en 1891.
El año 2001 se implementó un proyecto de restauración «que buscó recuperar la fachada, cepillado de madera y el rescate de estructuras. El proceso si bien permitió habilitar este recinto para oficinas municipales y salones que hoy son ocupados por el Concejo Municipal en forma transitoria, hasta que se construya el edificio de la municipalidad, no hubo una consulta y asesoría de parte del Consejo de Monumentos Nacionales».
El año 2011 el Ministerio de Bienes Nacionales instaló una placa conmemorativa del bicentenario que señala:

El edificio fue construido en 1871 para albergar funciones administrativas. Luego del combate Naval de Iquique soldados peruanos custodiaron en este lugar el cuerpo sin vida del héroe de la jornada Arturo Prat Chacón.

El 26 de febrero de 2015 el edificio sufrió un incendio que afectó principalmente al segundo piso del inmueble, pero que no se expandió al Museo Naval.